# Can Romaguera
Can Romaguera és una obra de Verges (Baix Empordà) inclosa a l'Inventari del Patrimoni Arquitectònic de Catalunya.
Primer casal entre mitgeres important, consolidat a la plaça enfront del que devia ser l'antic castell, de quatre crugies i tres plantes. Consolidat sobre una antiga construcció del segle xvi, hi ha restes al pati. La façana és sòbria amb diferents dates a les obertures. El gran portal i balcó expressen la situació de la sala i, per tant, la crugia a l'ala sud.
Cal remarcar el gran vestíbul cobert per volta de canó rebaixada amb llunetes, de pedruscall calat. La sala principal està coberta amb volta de canó de maó pla rebaixada, en el centre de la qual hi ha una pintura circular amb representacions angelicals i del cel. Rellevant la importància del centre rematat per la làmpada. Aquestes, juntament amb el portal i el balcó pertanyen a una petita reforma de 1832. En una de les habitacions s'hi troben dues alcoves amb una sola avantsala. L'eclecticisme decoratiu del menjador reflecteix les adequacions de diferents etapes de la casa. Destaca un armari d'estil barroc.